# Annales de poterie de Jingdezhen

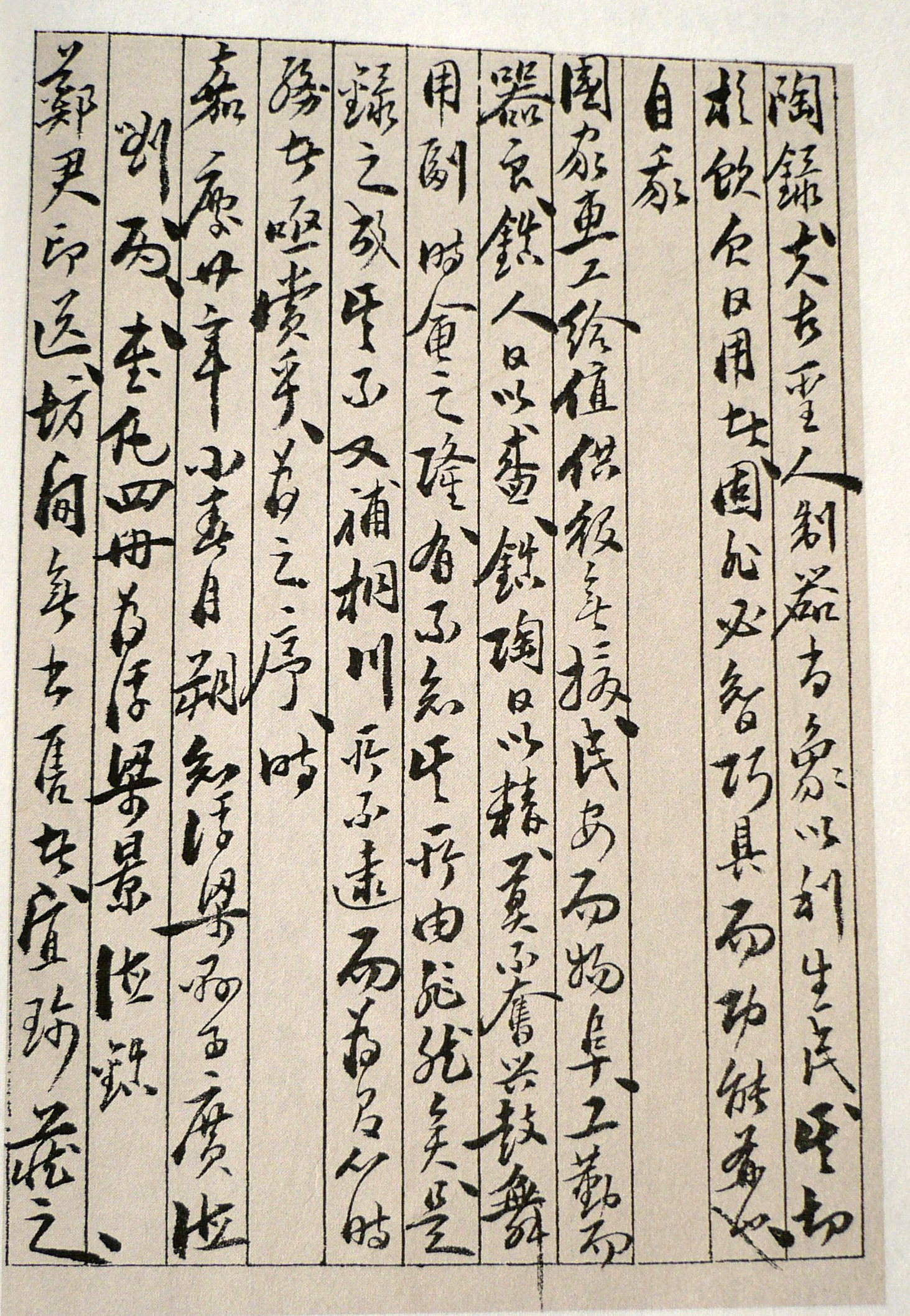
Page manuscrite des annales de poterie de Jingdezhen

Les annales de poterie de Jingdezhen (chinois : 景德镇陶录), sont un ouvrage en six rouleaux, écrit par Lanpu (zh) (兰浦) sous la dynastie Qing, dont la première édition date de 1815. Il est consacré au sujet des céramiques de Jingdezhen et ses alentours, principales manufactures artisanales de porcelaines en Chine.